# Thermes de Cilaos
Les Thermes de Cilaos désignent le seul établissement thermal de l'île de La Réunion, département d'outre-mer français dans l'océan Indien. Construit en 1987, il est situé au lieu-dit Grand Matarum, à la sortie du centre-ville de Cilaos, commune de l'intérieur montagneux protégée par un cirque naturel.
Deux pôles d'activité sont proposés : des cures thermales (environ 500 curistes par an) et des soins de remise en forme (environ 5000 clients).

## Historique
En 1815, Paulin Técher, chasseur de cabris sauvages, découvre les sources thermales de Cilaos qui attirent les premiers baigneurs aux environs de 1830. Un nouveau bâtiment est construit à la fin du 19e siècle supervisé par le Dr. Jean-Marie Mac-Auliffe. La première station thermale disparait en 1932 et le nouveau est entièrement détruit par le cyclone de 1948.
Les thermes sont construits en 1987, baptisés alors « établissement thermal de Cilaos Irénée Accot », du nom de l'ancien maire qui lança les travaux de construction. Ils sont rénovés en 2007 puis en 2017. Ils sont gérés par le Conseil départemental de La Réunion.

## Orientations thérapeutiques
Les orientations thérapeutiques de la station thermale sont la rhumatologie et les séquelles de traumatismes ostéo-articulaires, les affections digestives et métaboliques. Rangées dans la catégorie des eaux bicarbonatées sodiques, contenant calcium, magnésium, silices,.. les eaux thermales de Cilaos peuvent être comparées à celles de Vichy, du Mont-Dore, de Royat. Elles proviennent de deux sources minérales principales, issues du massif du Piton des Neiges : la source Véronique utilisée en cures de boisson (31 °C) et la source Irénée (37 °C) utilisée en soins externes.